# جبل أولوداغ

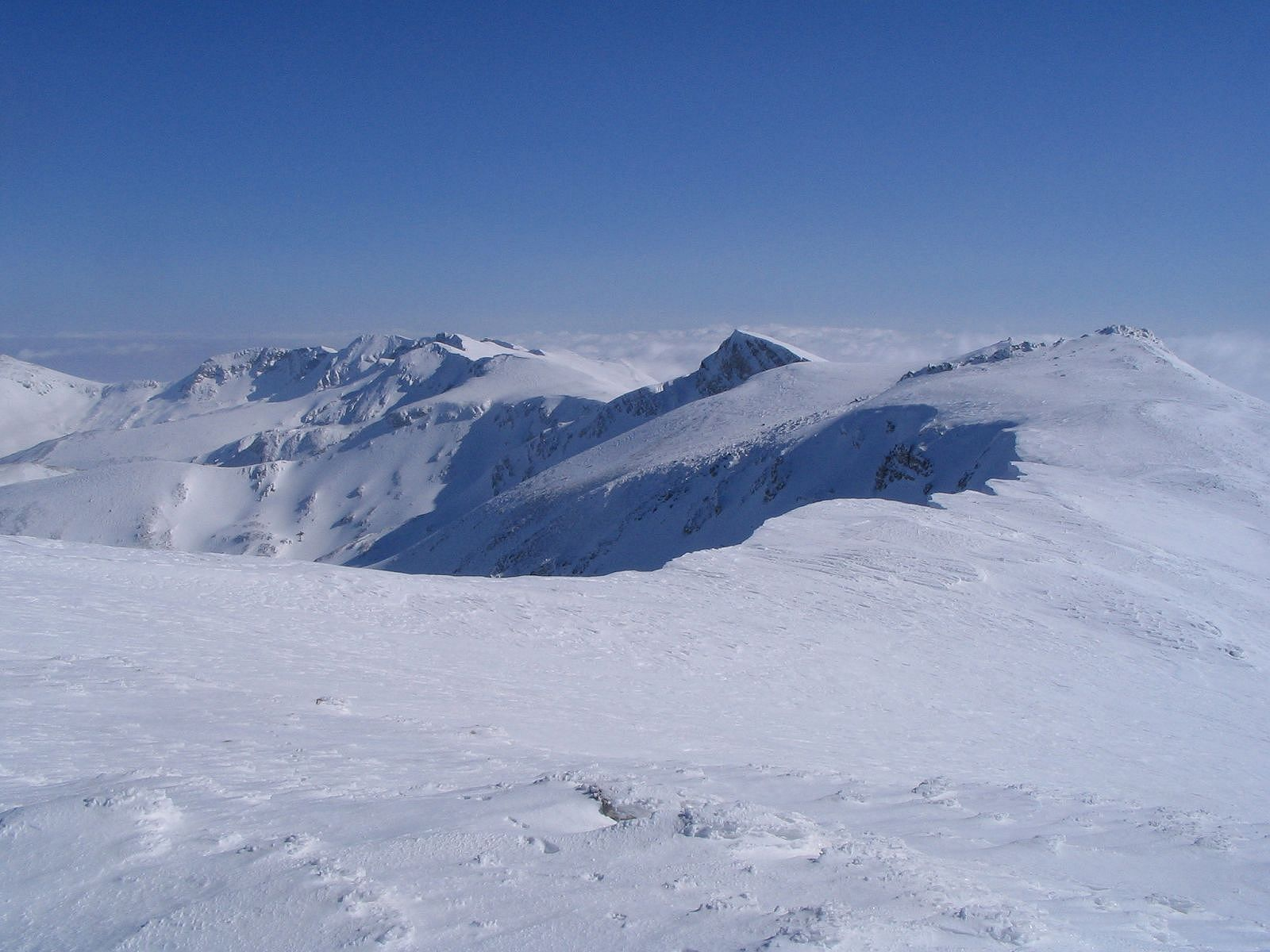
تغطي الثلوج جبل أولوداغ شتاء

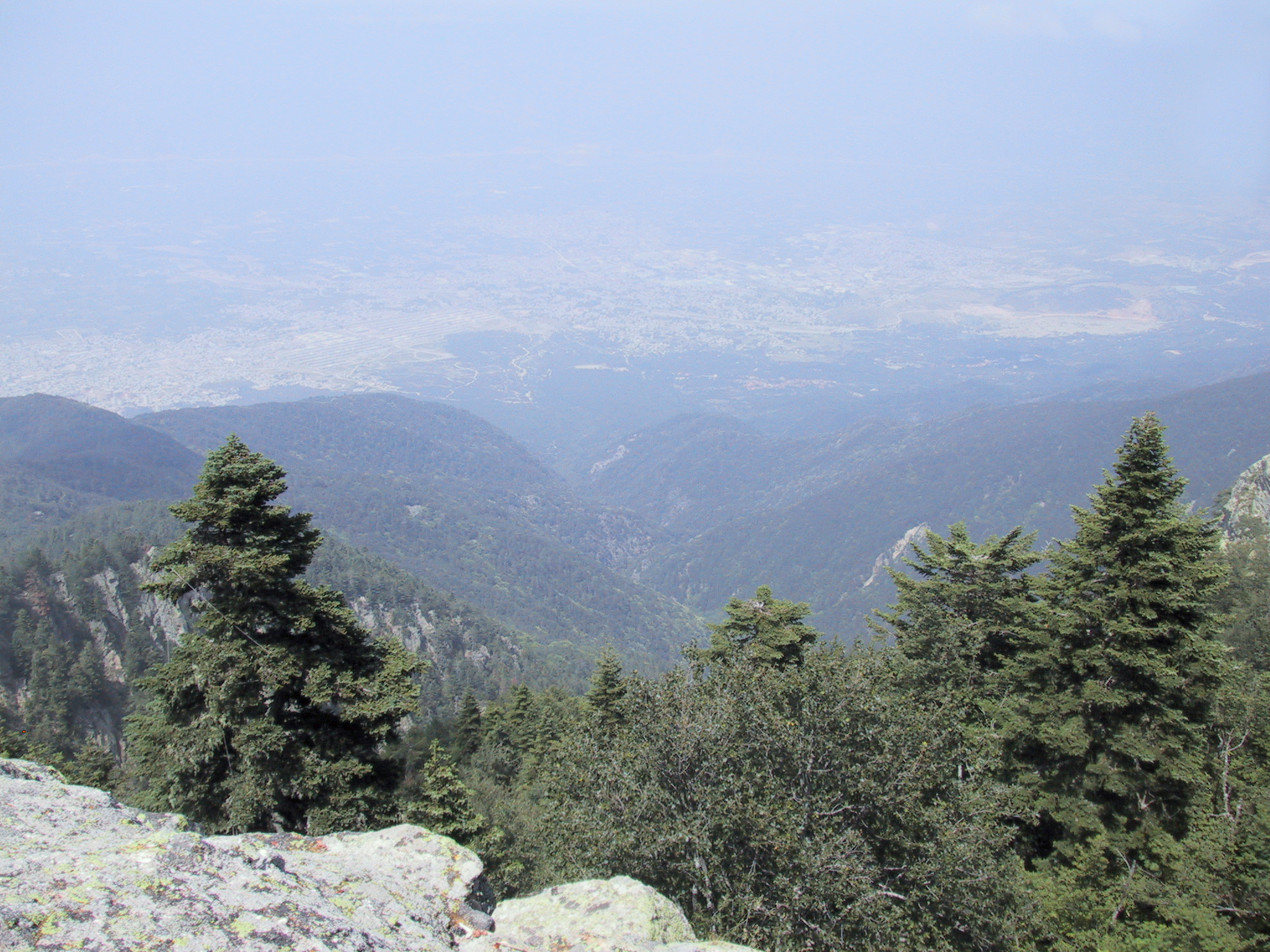
مدينة بورصة كما تبدو من على جبل أولوداغ

«أولوداغ» أو «جبل أولو» (أيضا)، أي: «الجبل الضخم» أو «الجبل الضالع» (بالتُركيَّة العُثمانيَّة: أُلُوطاغ؛ وبالتُركيَّة المُعاصرة: Uludağ)، هو جبل ضخم شاهق ومصدر اعتزاز وحب أهل بورصة، قريب من مدينة بورصة ويمكن الوصول إليه منها بتلفريك، وتعتبر قرية أولوداغ حديقة وطنية. سُمي قديما جبل أوليمبوس، وسمي أيضا جبل الراهب لكثرة أديرته. به مرافق سياحية وفنادق لتوافد السياح عليه من أجل التزلج والاسترخاء. قمته أعلى قمة في منطقة مرمرة الواقعة أقصى غرب تركيا.

## التسمية
«داغ» تُعني بالتركية «جبل»، و«أُولو دغ» معناها «الجبل العظيم»، حيث «أولو» تُعني عظيم بالتركية.وهناك العديد من الأسماء التي تحمل اسمه منها «أولو جامع» ومنها «جامعة أولوداغ» ببورصة.

## هوامش
- أيضا أولوضاغ،[3] حيث أن الألف مفخمة في النطق التركي.